# M.L. Carr
Michael Leon "M.L." Carr (ur. 9 stycznia 1951 w Wallace) – amerykański koszykarz, obrońca, dwukrotny mistrz NBA, zaliczony do drugiego składu najlepszych obrońców NBA, późniejszy trener.

## Osiągnięcia
College
- Mistrz NAIA (1973)[3]
- Zaliczony do:
  - I składu NAIA All-American (1973)[3]
  - galerii sław sportu:
    - Karoliny Północnej (2012)[3]
    - NAIA[3]
    - Guilford College Athletics Hall of Fame[3]

ABA
- Zaliczony do I składu debiutantów ABA (1976)[4]

NBA
- 2-krotny mistrz NBA (1981, 1984)[1]
- Wicemistrz NBA (1985)[1]
- Wybrany do II składu defensywnego NBA (1979)[2]
- Uczestnik meczu gwiazd Legend NBA (1993)[5]
- Lider NBA w przechwytach (1979)[6]